# Sypna purpurata
Sypna purpurata är en fjärilsart som beskrevs av W. Warren 1913. Sypna purpurata ingår i släktet Sypna och familjen nattflyn. Inga underarter finns listade i Catalogue of Life.